# Провулок Максима Кривцова
Прову́лок Макси́ма Кривцо́ва — провулок у Подільському районі міста Києва, місцевість Куренівка. Пролягає від провулку Рилєєва до Копилівської вулиці.

## Історія
Провулок виник у 1950-ті роки під назвою 712-та Нова вулиця. З 1953 року мав назву провулок Достоєвського на честь російського письменника Федора Достоєвського.
Сучасна назва на честь українського поета, громадського активіста, молодшого сержанта ЗСУ Максима Кривцова, який загинув, захищаючи Україну від російського військового вторгнення, — з 29 серпня 2024 року.

## Опис
Маршрут пролягання провулку чотири рази змінює свій напрямок під прямим кутом, утворюючи вигин у формі літери «С».
У провулку збереглася забудова 1-ї половини XX століття.